# マンザノ
マンザノ（Manzano）はアメリカ合衆国ニューメキシコ州トランス郡の国勢調査指定地域（CDP）である。人口は2000年の国勢調査で54人。サリナスプエブロ伝道所国定記念物（w:Salinas Pueblo Missions National Monument）のクアライ遺跡は町の近くに位置している。ニューメキシコ州の人口重心はマンザノにある。

## 地理

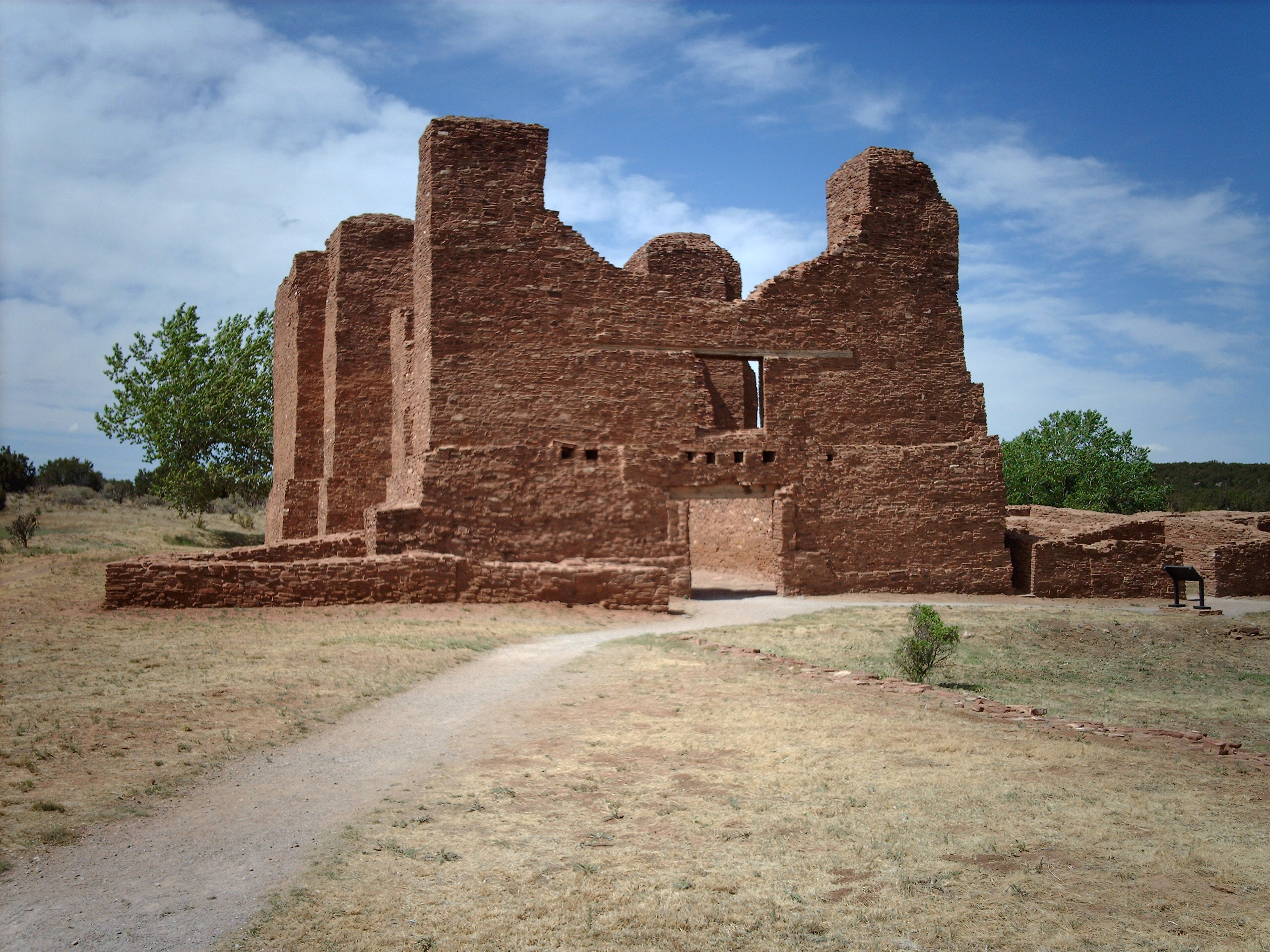
クアライの伝道所遺跡

マンザノは34.650510、106.348236に位置している。アメリカ合衆国国勢調査局によると、CDPの総面積は4.4 km² (1.7 mi²)で、すべて陸地である。

## 人口動勢
以下は2000年の国勢調査における人口統計データである。
基礎データ
- 人口: 54人
- 世帯数: 17世帯
- 家族数: 12家族
- 人口密度: 12.3/km² (32.0/mi²)
- 住居数: 22軒
- 住居密度: 5.0/km² (13.1/mi²）

人種別人口構成
- 白人: 55.56%
- ネイティブ・アメリカン: 31.48%
- その他の人種: 11.11%
- 混血: 1.85%
- ヒスパニック・ラテン系: 87.04%

世帯と家族（対世帯数）
- 世帯数: 17世帯
- 18歳未満の子供がいる: 41.2%
- 結婚・同居している夫婦: 41.2%
- 未婚・離婚・死別女性が世帯主: 11.8%
- 非家族世帯: 29.4%
- 単身世帯: 23.5%
- 65歳以上の老人1人暮らし: 5.9%
- 平均構成人数
  - 世帯: 3.18人
  - 家族: 3.75人

年齢別人口構成
- 18歳未満: 31.5%
- 18-24歳: 7.4%
- 25-44歳: 22.2%
- 45-64歳: 18.5%
- 65歳以上: 20.4%
- 年齢の中央値: 40歳
- 性比（女性100人あたりの男性の人口）
  - 総人口: 170.0人
  - 18歳以上: 105.6人

収入と家計
- 収入の中央値
  - 世帯: 13,750米ドル
  - 家族: 19,375米ドル
  - 性別
    - 男性: 33,750米ドル
    - 女性: 0米ドル
- 人口1人あたり収入: 5,935米ドル
- 貧困線以下
  - 対家族数: 35.0%
  - 対人口: 37.7%
  - 18歳未満: 38.5%
  - 65歳以上: 50.0%